# Unicodeblock Arabisch, erweitert-A
Der Unicodeblock Arabisch, erweitert-A (engl. Arabic Extended-A, U+08A0 bis U+08FF) enthält weitere arabische Schriftzeichen. Diese werden unter anderem zur Schreibung afrikanischer Sprachen in arabischer Schrift benötigt. Weitere vier Arabisch-Blöcke sind Arabisch, Arabisch, Ergänzung sowie Arabische Präsentationsformen-A und Arabische Präsentationsformen-B.

## Liste
| Unicodenummer | Zeichen (400 %) | Kategorie                               | Bidirektionale Klasse       | Offizielle Bezeichnung                                     | Beschreibung                                                                          |
| ------------- | --------------- | --------------------------------------- | --------------------------- | ---------------------------------------------------------- | ------------------------------------------------------------------------------------- |
| U+08A0 (2208) | ࢠ               | anderer Buchstabe, Silbe oder Ideogramm | arabischer Buchstabe        | ARABIC LETTER BEH WITH SMALL V BELOW                       | Arabischer Buchstabe Ba mit untergesetztem kleinem V                                  |
| U+08A1 (2209) | ࢡ               | anderer Buchstabe, Silbe oder Ideogramm | arabischer Buchstabe        | ARABIC LETTER BEH WITH HAMZA ABOVE                         | Arabischer Buchstabe Ba mit übergesetztem Hamza                                       |
| U+08A2 (2210) | ࢢ               | anderer Buchstabe, Silbe oder Ideogramm | arabischer Buchstabe        | ARABIC LETTER JEEM WITH TWO DOTS ABOVE                     | Arabischer Buchstabe Dschim mit zwei übergesetzten Punkten                            |
| U+08A3 (2211) | ࢣ               | anderer Buchstabe, Silbe oder Ideogramm | arabischer Buchstabe        | ARABIC LETTER TAH WITH TWO DOTS ABOVE                      | Arabischer Buchstabe Ta mit zwei übergesetzten Punkten                                |
| U+08A4 (2212) | ࢤ               | anderer Buchstabe, Silbe oder Ideogramm | arabischer Buchstabe        | ARABIC LETTER FEH WITH DOT BELOW AND THREE DOTS ABOVE      | Arabischer Buchstabe Fa mit untergesetztem Punkt und drei übergesetzten Punkten       |
| U+08A5 (2213) | ࢥ               | anderer Buchstabe, Silbe oder Ideogramm | arabischer Buchstabe        | ARABIC LETTER QAF WITH DOT BELOW                           | Arabischer Buchstabe Qaf mit untergesetztem Punkt                                     |
| U+08A6 (2214) | ࢦ               | anderer Buchstabe, Silbe oder Ideogramm | arabischer Buchstabe        | ARABIC LETTER LAM WITH DOUBLE BAR                          | Arabischer Buchstabe Lam mit doppeltem Querstrich                                     |
| U+08A7 (2215) | ࢧ               | anderer Buchstabe, Silbe oder Ideogramm | arabischer Buchstabe        | ARABIC LETTER MEEM WITH THREE DOTS ABOVE                   | Arabischer Buchstabe Mim mit drei übergesetzten Punkten                               |
| U+08A8 (2216) | ࢨ               | anderer Buchstabe, Silbe oder Ideogramm | arabischer Buchstabe        | ARABIC LETTER YEH WITH TWO DOTS BELOW AND HAMZA ABOVE      | Arabischer Buchstabe Ya mit zwei untergesetzten Punkten und übergesetztem Hamza       |
| U+08A9 (2217) | ࢩ               | anderer Buchstabe, Silbe oder Ideogramm | arabischer Buchstabe        | ARABIC LETTER YEH WITH TWO DOTS BELOW AND DOT ABOVE        | Arabischer Buchstabe Ya mit zwei untergesetzten Punkten und übergesetztem Punkt       |
| U+08AA (2218) | ࢪ               | anderer Buchstabe, Silbe oder Ideogramm | arabischer Buchstabe        | ARABIC LETTER REH WITH LOOP                                | Arabischer Buchstabe Ra mit Schleife                                                  |
| U+08AB (2219) | ࢫ               | anderer Buchstabe, Silbe oder Ideogramm | arabischer Buchstabe        | ARABIC LETTER WAW WITH DOT WITHIN                          | Arabischer Buchstabe Waw mit Punkt innen                                              |
| U+08AC (2220) | ࢬ               | anderer Buchstabe, Silbe oder Ideogramm | arabischer Buchstabe        | ARABIC LETTER ROHINGYA YEH                                 | Arabischer Buchstabe Rohingya-Ya                                                      |
| U+08AD (2221) | ࢭ               | anderer Buchstabe, Silbe oder Ideogramm | arabischer Buchstabe        | ARABIC LETTER LOW ALEF                                     | Arabischer Buchstabe unteres Alif                                                     |
| U+08AE (2222) | ࢮ               | anderer Buchstabe, Silbe oder Ideogramm | arabischer Buchstabe        | ARABIC LETTER DAL WITH THREE DOTS BELOW                    | Arabischer Buchstabe Dal mit drei untergesetzten Punkten                              |
| U+08AF (2223) | ࢯ               | anderer Buchstabe, Silbe oder Ideogramm | arabischer Buchstabe        | ARABIC LETTER SAD WITH THREE DOTS BELOW                    | Arabischer Buchstabe Sad mit drei untergesetzten Punkten                              |
| U+08B0 (2224) | ࢰ               | anderer Buchstabe, Silbe oder Ideogramm | arabischer Buchstabe        | ARABIC LETTER GAF WITH INVERTED STROKE                     | Arabischer Buchstabe Gaf mit umgekehrtem Strich                                       |
| U+08B1 (2225) | ࢱ               | anderer Buchstabe, Silbe oder Ideogramm | arabischer Buchstabe        | ARABIC LETTER STRAIGHT WAW                                 | Arabischer Buchstabe Gerades Waw                                                      |
| U+08B2 (2226) | ࢲ               | anderer Buchstabe, Silbe oder Ideogramm | arabischer Buchstabe        | ARABIC LETTER ZAIN WITH INVERTED V ABOVE                   | Arabischer Buchstabe Zay mit umgekehrtem übergesetztem V                              |
| U+08B3 (2227) | ࢳ               | anderer Buchstabe, Silbe oder Ideogramm | arabischer Buchstabe        | ARABIC LETTER AIN WITH THREE DOTS BELOW                    | Arabischer Buchstabe Ain mit drei untergesetzten Punkten                              |
| U+08B4 (2228) | ࢴ               | anderer Buchstabe, Silbe oder Ideogramm | arabischer Buchstabe        | ARABIC LETTER KAF WITH DOT BELOW                           | Arabischer Buchstabe Kaf mit untergesetztem Punkt                                     |
| U+08B5 (2229) | ࢵ               | anderer Buchstabe, Silbe oder Ideogramm | arabischer Buchstabe        | ARABIC LETTER QAF WITH DOT BELOW AND NO DOTS ABOVE         | Arabischer Buchstabe Qaf mit untergesetztem Punkt und keinen übergesetzten Punkten    |
| U+08B6 (2230) | ࢶ               | anderer Buchstabe, Silbe oder Ideogramm | arabischer Buchstabe        | ARABIC LETTER BEH WITH SMALL MEEM ABOVE                    | Arabischer Buchstabe Be mit kleinem übergesetztem Mim                                 |
| U+08B7 (2231) | ࢷ               | anderer Buchstabe, Silbe oder Ideogramm | arabischer Buchstabe        | ARABIC LETTER PEH WITH SMALL MEEM ABOVE                    | Arabischer Buchstabe Pe mit kleinem übergesetztem Mim                                 |
| U+08B8 (2232) | ࢸ               | anderer Buchstabe, Silbe oder Ideogramm | arabischer Buchstabe        | ARABIC LETTER TEH WITH SMALL TEH ABOVE                     | Arabischer Buchstabe Ta mit kleinem übergesetztem Ta                                  |
| U+08B9 (2233) | ࢹ               | anderer Buchstabe, Silbe oder Ideogramm | arabischer Buchstabe        | ARABIC LETTER REH WITH SMALL NOON ABOVE                    | Arabischer Buchstabe Ra mit kleinem übergesetztem Nun                                 |
| U+08BA (2234) | ࢺ               | anderer Buchstabe, Silbe oder Ideogramm | arabischer Buchstabe        | ARABIC LETTER YEH WITH TWO DOTS BELOW AND SMALL NOON ABOVE | Arabischer Buchstabe Ya mit zwei untergesetzten Punkten und kleinem übergesetzten Nun |
| U+08BB (2235) | ࢻ               | anderer Buchstabe, Silbe oder Ideogramm | arabischer Buchstabe        | ARABIC LETTER AFRICAN FEH                                  | Arabischer Buchstabe afrikanisches Fa                                                 |
| U+08BC (2236) | ࢼ               | anderer Buchstabe, Silbe oder Ideogramm | arabischer Buchstabe        | ARABIC LETTER AFRICAN QAF                                  | Arabischer Buchstabe afrikanisches Qaf                                                |
| U+08BD (2237) | ࢽ               | anderer Buchstabe, Silbe oder Ideogramm | arabischer Buchstabe        | ARABIC LETTER AFRICAN NOON                                 | Arabischer Buchstabe afrikanisches Nun                                                |
| U+08BE (2238) | ࢾ               | anderer Buchstabe, Silbe oder Ideogramm | arabischer Buchstabe        | ARABIC LETTER PEH WITH SMALL V                             | Arabischer Buchstabe Pa mit kleinem V                                                 |
| U+08BF (2239) | ࢿ               | anderer Buchstabe, Silbe oder Ideogramm | arabischer Buchstabe        | ARABIC LETTER TEH WITH SMALL V                             | Arabischer Buchstabe Ta mit kleinem V                                                 |
| U+08C0 (2240) | ࣀ               | anderer Buchstabe, Silbe oder Ideogramm | arabischer Buchstabe        | ARABIC LETTER TTEH WITH SMALL V                            | Arabischer Buchstabe Tte mit kleinem V                                                |
| U+08C1 (2241) | ࣁ               | anderer Buchstabe, Silbe oder Ideogramm | arabischer Buchstabe        | ARABIC LETTER TCHEH WITH SMALL V                           | Arabischer Buchstabe Tsche mit kleinem V                                              |
| U+08C2 (2242) | ࣂ               | anderer Buchstabe, Silbe oder Ideogramm | arabischer Buchstabe        | ARABIC LETTER KEHEH WITH SMALL V                           | Arabischer Buchstabe Kehe mit kleinem V                                               |
| U+08C3 (2243) | ࣃ               | anderer Buchstabe, Silbe oder Ideogramm | arabischer Buchstabe        | ARABIC LETTER GHAIN WITH THREE DOTS ABOVE                  | Arabischer Buchstabe Ghain mit drei übergesetzten Punkten                             |
| U+08C4 (2244) | ࣄ               | anderer Buchstabe, Silbe oder Ideogramm | arabischer Buchstabe        | ARABIC LETTER AFRICAN QAF WITH THREE DOTS ABOVE            | Arabischer Buchstabe afrikanisches Qaf mit drei übergesetzten Punkten                 |
| U+08C5 (2245) | ࣅ               | anderer Buchstabe, Silbe oder Ideogramm | arabischer Buchstabe        | ARABIC LETTER JEEM WITH THREE DOTS ABOVE                   | Arabischer Buchstabe Dschim mit drei übergesetzten Punkten                            |
| U+08C6 (2246) | ࣆ               | anderer Buchstabe, Silbe oder Ideogramm | arabischer Buchstabe        | ARABIC LETTER JEEM WITH THREE DOTS BELOW                   | Arabischer Buchstabe Dschim mit drei untergesetzten Punkten                           |
| U+08C7 (2247) | ࣇ               | anderer Buchstabe, Silbe oder Ideogramm | arabischer Buchstabe        | ARABIC LETTER LAM WITH SMALL ARABIC LETTER TAH ABOVE       | Arabischer Buchstabe Lam mit übergesetztem Buchstaben Te                              |
| U+08C8 (2248) | ࣈ               | anderer Buchstabe, Silbe oder Ideogramm | arabischer Buchstabe        | ARABIC LETTER GRAF                                         | Arabischer Buchstabe Graf                                                             |
| U+08C9 (2249) | ࣉ               | modifizierender Buchstabe               | arabischer Buchstabe        | ARABIC SMALL FARSI YEH                                     | Arabisches kleines persisches Yeh                                                     |
| U+08CA (2250) | ࣊                | Markierung ohne Extrabreite             | Markierung ohne Extrabreite | ARABIC SMALL HIGH FARSI YEH                                | Arabisches kleines, übergesetztes persisches Yeh                                      |
| U+08CB (2251) | ࣋                | Markierung ohne Extrabreite             | Markierung ohne Extrabreite | ARABIC SMALL HIGH YEH BARREE WITH TWO DOTS BELOW           | Arabisches kleines, übergesetztes Bari Yeh mit zwei untergesetzten Punkten            |
| U+08CC (2252) | ࣌                | Markierung ohne Extrabreite             | Markierung ohne Extrabreite | ARABIC SMALL HIGH WORD SAH                                 | Arabisches kleines, übergesetztes Wort Sah                                            |
| U+08CD (2253) | ࣍                | Markierung ohne Extrabreite             | Markierung ohne Extrabreite | ARABIC SMALL HIGH ZAH                                      | Arabisches kleines, übergesetztes Zah                                                 |
| U+08CE (2254) | ࣎                | Markierung ohne Extrabreite             | Markierung ohne Extrabreite | ARABIC LARGE ROUND DOT ABOVE                               | Arabischer großer, runder, übergesetzter Punkt                                        |
| U+08CF (2255) | ࣏                | Markierung ohne Extrabreite             | Markierung ohne Extrabreite | ARABIC LARGE ROUND DOT BELOW                               | Arabischer großer, runder, untergesetzter Punkt                                       |
| U+08D0 (2256) | ࣐                | Markierung ohne Extrabreite             | Markierung ohne Extrabreite | ARABIC SUKUN BELOW                                         | Arabisches untergesetztes Sukūn                                                       |
| U+08D1 (2257) | ࣑                | Markierung ohne Extrabreite             | Markierung ohne Extrabreite | ARABIC LARGE CIRCLE BELOW                                  | Arabischer großer, untergesetzter Kreis                                               |
| U+08D2 (2258) | ࣒                | Markierung ohne Extrabreite             | Markierung ohne Extrabreite | ARABIC LARGE ROUND DOT INSIDE CIRCLE BELOW                 | Arabischer großer, runder, untergesetzter Punkt im Kreis                              |
| U+08D3 (2259) | ࣓                | Markierung ohne Extrabreite             | Markierung ohne Extrabreite | ARABIC SMALL LOW WAW                                       | Arabisches kleines untergesetztes Waw                                                 |
| U+08D4 (2260) | ࣔ                | Markierung ohne Extrabreite             | Markierung ohne Extrabreite | ARABIC SMALL HIGH WORD AR-RUB                              | Arabisches kleines übergesetztes Wort Ar-Rub                                          |
| U+08D5 (2261) | ࣕ                | Markierung ohne Extrabreite             | Markierung ohne Extrabreite | ARABIC SMALL HIGH SAD                                      | Arabisches kleines übergesetztes Sad                                                  |
| U+08D6 (2262) | ࣖ                | Markierung ohne Extrabreite             | Markierung ohne Extrabreite | ARABIC SMALL HIGH AIN                                      | Arabisches kleines übergesetztes Ain                                                  |
| U+08D7 (2263) | ࣗ                | Markierung ohne Extrabreite             | Markierung ohne Extrabreite | ARABIC SMALL HIGH QAF                                      | Arabisches kleines übergesetztes Qaf                                                  |
| U+08D8 (2264) | ࣘ                | Markierung ohne Extrabreite             | Markierung ohne Extrabreite | ARABIC SMALL HIGH NOON WITH KASRA                          | Arabisches kleines übergesetztes Nun mit Kasra                                        |
| U+08D9 (2265) | ࣙ                | Markierung ohne Extrabreite             | Markierung ohne Extrabreite | ARABIC SMALL LOW NOON WITH KASRA                           | Arabisches kleines untergesetztes Nun mit Kasra                                       |
| U+08DA (2266) | ࣚ                | Markierung ohne Extrabreite             | Markierung ohne Extrabreite | ARABIC SMALL HIGH WORD ATH-THALATHA                        | Arabisches kleines übergesetztes Wort Ath-Thalatha                                    |
| U+08DB (2267) | ࣛ                | Markierung ohne Extrabreite             | Markierung ohne Extrabreite | ARABIC SMALL HIGH WORD AS-SAJDA                            | Arabisches kleines übergesetztes Wort As-Sajda                                        |
| U+08DC (2268) | ࣜ                | Markierung ohne Extrabreite             | Markierung ohne Extrabreite | ARABIC SMALL HIGH WORD AN-NISF                             | Arabisches kleines übergesetztes Wort An-Nisf                                         |
| U+08DD (2269) | ࣝ                | Markierung ohne Extrabreite             | Markierung ohne Extrabreite | ARABIC SMALL HIGH WORD SAKTA                               | Arabisches kleines übergesetztes Wort Sakta                                           |
| U+08DE (2270) | ࣞ                | Markierung ohne Extrabreite             | Markierung ohne Extrabreite | ARABIC SMALL HIGH WORD QIF                                 | Arabisches kleines übergesetztes Wort Qif                                             |
| U+08DF (2271) | ࣟ                | Markierung ohne Extrabreite             | Markierung ohne Extrabreite | ARABIC SMALL HIGH WORD WAQFA                               | Arabisches kleines übergesetztes Wort Waqfa                                           |
| U+08E0 (2272) | ࣠                | Markierung ohne Extrabreite             | Markierung ohne Extrabreite | ARABIC SMALL HIGH FOOTNOTE MARKER                          | Arabische kleine übergesetzte Fußnotenmarke                                           |
| U+08E1 (2273) | ࣡                | Markierung ohne Extrabreite             | Markierung ohne Extrabreite | ARABIC SMALL HIGH SIGN SAFHA                               | Arabisches kleines übergesetztes Zeichen Safha                                        |
| U+08E2 (2274) | <format>        | Formatierzeichen                        | arabische Ziffer            | ARABIC DISPUTED END OF AYAH                                | Arabisches umstrittenes Ende einer Āya                                                |
| U+08E3 (2275) | ࣣ                | Markierung ohne Extrabreite             | Markierung ohne Extrabreite | ARABIC TURNED DAMMA BELOW                                  | Arabisches gedrehtes untergesetztes Damma                                             |
| U+08E4 (2276) | ࣤ                | Markierung ohne Extrabreite             | Markierung ohne Extrabreite | ARABIC CURLY FATHA                                         | Arabisches lockiges Fatha                                                             |
| U+08E5 (2277) | ࣥ                | Markierung ohne Extrabreite             | Markierung ohne Extrabreite | ARABIC CURLY DAMMA                                         | Arabisches lockiges Damma                                                             |
| U+08E6 (2278) | ࣦ                | Markierung ohne Extrabreite             | Markierung ohne Extrabreite | ARABIC CURLY KASRA                                         | Arabisches lockiges Kasra                                                             |
| U+08E7 (2279) | ࣧ                | Markierung ohne Extrabreite             | Markierung ohne Extrabreite | ARABIC CURLY FATHATAN                                      | Arabisches lockiges Fathatan                                                          |
| U+08E8 (2280) | ࣨ                | Markierung ohne Extrabreite             | Markierung ohne Extrabreite | ARABIC CURLY DAMMATAN                                      | Arabisches lockiges Dammatan                                                          |
| U+08E9 (2281) | ࣩ                | Markierung ohne Extrabreite             | Markierung ohne Extrabreite | ARABIC CURLY KASRATAN                                      | Arabisches lockiges Kasratan                                                          |
| U+08EA (2282) | ࣪                | Markierung ohne Extrabreite             | Markierung ohne Extrabreite | ARABIC TONE ONE DOT ABOVE                                  | Arabisches Tonzeichen übergesetzter Punkt                                             |
| U+08EB (2283) | ࣫                | Markierung ohne Extrabreite             | Markierung ohne Extrabreite | ARABIC TONE TWO DOTS ABOVE                                 | Arabisches Tonzeichen zwei übergesetzte Punkte                                        |
| U+08EC (2284) | ࣬                | Markierung ohne Extrabreite             | Markierung ohne Extrabreite | ARABIC TONE LOOP ABOVE                                     | Arabisches Tonzeichen übergesetzte Schleife                                           |
| U+08ED (2285) | ࣭                | Markierung ohne Extrabreite             | Markierung ohne Extrabreite | ARABIC TONE ONE DOT BELOW                                  | Arabisches Tonzeichen untergesetzter Punkt                                            |
| U+08EE (2286) | ࣮                | Markierung ohne Extrabreite             | Markierung ohne Extrabreite | ARABIC TONE TWO DOTS BELOW                                 | Arabisches Tonzeichen zwei untergesetzte Punkte                                       |
| U+08EF (2287) | ࣯                | Markierung ohne Extrabreite             | Markierung ohne Extrabreite | ARABIC TONE LOOP BELOW                                     | Arabisches Tonzeichen untergesetzte Schleife                                          |
| U+08F0 (2288) | ࣰ                | Markierung ohne Extrabreite             | Markierung ohne Extrabreite | ARABIC OPEN FATHATAN                                       | Arabisches offenes Fathatan                                                           |
| U+08F1 (2289) | ࣱ                | Markierung ohne Extrabreite             | Markierung ohne Extrabreite | ARABIC OPEN DAMMATAN                                       | Arabisches offenes Dammatan                                                           |
| U+08F2 (2290) | ࣲ                | Markierung ohne Extrabreite             | Markierung ohne Extrabreite | ARABIC OPEN KASRATAN                                       | Arabisches offenes Kasratan                                                           |
| U+08F3 (2291) | ࣳ                | Markierung ohne Extrabreite             | Markierung ohne Extrabreite | ARABIC SMALL HIGH WAW                                      | Arabisches kleines hohes Waw                                                          |
| U+08F4 (2292) | ࣴ                | Markierung ohne Extrabreite             | Markierung ohne Extrabreite | ARABIC FATHA WITH RING                                     | Arabisches Fatha mit Ring                                                             |
| U+08F5 (2293) | ࣵ                | Markierung ohne Extrabreite             | Markierung ohne Extrabreite | ARABIC FATHA WITH DOT ABOVE                                | Arabisches Fatha mit übergesetztem Punkt                                              |
| U+08F6 (2294) | ࣶ                | Markierung ohne Extrabreite             | Markierung ohne Extrabreite | ARABIC KASRA WITH DOT BELOW                                | Arabisches Kasra mit untergesetztem Punkt                                             |
| U+08F7 (2295) | ࣷ                | Markierung ohne Extrabreite             | Markierung ohne Extrabreite | ARABIC LEFT ARROWHEAD ABOVE                                | Arabischer übergesetzter nach links zeigender Pfeilkopf                               |
| U+08F8 (2296) | ࣸ                | Markierung ohne Extrabreite             | Markierung ohne Extrabreite | ARABIC RIGHT ARROWHEAD ABOVE                               | Arabischer übergesetzter nach rechts zeigender Pfeilkopf                              |
| U+08F9 (2297) | ࣹ                | Markierung ohne Extrabreite             | Markierung ohne Extrabreite | ARABIC LEFT ARROWHEAD BELOW                                | Arabischer untergesetzter nach links zeigender Pfeilkopf                              |
| U+08FA (2298) | ࣺ                | Markierung ohne Extrabreite             | Markierung ohne Extrabreite | ARABIC RIGHT ARROWHEAD BELOW                               | Arabischer untergesetzter nach rechts zeigender Pfeilkopf                             |
| U+08FB (2299) | ࣻ                | Markierung ohne Extrabreite             | Markierung ohne Extrabreite | ARABIC DOUBLE RIGHT ARROWHEAD ABOVE                        | Arabischer übergesetzter nach rechts zeigender doppelter Pfeilkopf                    |
| U+08FC (2300) | ࣼ                | Markierung ohne Extrabreite             | Markierung ohne Extrabreite | ARABIC DOUBLE RIGHT ARROWHEAD ABOVE WITH DOT               | Arabischer übergesetzter nach rechts zeigender doppelter Pfeilkopf mit Punkt          |
| U+08FD (2301) | ࣽ                | Markierung ohne Extrabreite             | Markierung ohne Extrabreite | ARABIC RIGHT ARROWHEAD ABOVE WITH DOT                      | Arabischer übergesetzter nach rechts zeigender Pfeilkopf mit Punkt                    |
| U+08FE (2302) | ࣾ                | Markierung ohne Extrabreite             | Markierung ohne Extrabreite | ARABIC DAMMA WITH DOT                                      | Arabisches Damma mit Punkt                                                            |
| U+08FF (2303) | ࣿ                | Markierung ohne Extrabreite             | Markierung ohne Extrabreite | ARABIC MARK SIDEWAYS NOON GHUNNA                           | Arabische Markierung seitliches Nun ghunna                                            |